# Nelivaptan
Nelivaptan (INN), kod SSR-149,415, je selektivni i oralno aktivni ne-peptidni antagonist vazopresinskog receptora koji je selektivan za V1b podtip.  Lek je bio u kliničkim ispitivanjima za tretman anksioznosti i depresija. Jula 2008, Sanofi-Aventis je objavio da je dalji razvoj ovog leka obustavljen.

## Literatura
1. ↑  World Health Organization (2007). „International Nonproprietary Names for Pharmaceutical Substances (INN). Proposed INN: List 98” (PDF). WHO Drug Information. 21 (4): 341.
2. ↑  Griebel G, Simiand J, Serradeil-Le Gal C, Wagnon J, Pascal M, Scatton B, Maffrand JP, Soubrie P (2002). „Anxiolytic- and antidepressant-like effects of the non-peptide vasopressin V1b receptor antagonist, SSR149415, suggest an innovative approach for the treatment of stress-related disorders”. Proc. Natl. Acad. Sci. U.S.A. 99 (9): 6370—5. PMC 122955 . PMID 11959912. doi:10.1073/pnas.092012099.
3. ↑  Serradeil-Le Gal C, Wagnon J, Tonnerre B, Roux R, Garcia G, Griebel G, Aulombard A (2005). „An overview of SSR149415, a selective nonpeptide vasopressin V(1b) receptor antagonist for the treatment of stress-related disorders”. CNS drug reviews. 11 (1): 53—68. PMID 15867952. doi:10.1111/j.1527-3458.2005.tb00035.x.
4. ↑  „Second-quarter 2008 results” (PDF). Press Release. Sanofi-Aventis. 31. 07. 2008. Архивирано из оригинала (PDF) 06. 12. 2008. г. Приступљено 10. 06. 2009. „It has been decided to discontinue the development of amibegron and SSR 149415 (a V1B receptor antagonist).”

## Spoljašnje veze
- SSR149415 на 